# Coscinia cribellum
Coscinia cribellum là một loài bướm đêm thuộc phân họ Arctiinae, họ Erebidae.